# Gérard de Crémone
Gérard de Crémone (né vers 1114 à Crémone en Italie, et mort en 1187) est un écrivain et traducteur italien du XIIe siècle, dont le nombre considérable de traductions de l'arabe classique au latin médiéval permit de redécouvrir de nombreux trésors scientifiques de l'Antiquité, alors intégrés à la civilisation musulmane mais perdus en Occident chrétien.
Le travail de traduction de Gérard de Crémone s'inscrit dans le cadre du mouvement de traduction des œuvres scientifiques et philosophiques grecques et arabes qui eut lieu au XIIe siècle en Espagne et en Italie (surtout à Florence), et qui fut le catalyseur de la renaissance du XIIe siècle.

## Biographie
Gérard de Crémone naît vers 1114 à Crémone en Italie. Vers 1144, il s'installe à Tolède, conquise par Alphonse VI de Castille un demi-siècle plus tôt, dans le but d'apprendre la langue arabe. Son séjour en Espagne est principalement consacré à la traduction d'ouvrages scientifiques et philosophiques de langue arabe, en particulier l’Almageste de Ptolémée dont aucune traduction latine n’est alors disponible. Il réalise la traduction d'ouvrages de philosophie, d'astronomie, de mathématiques, et de médecine, dont ceux d'Hippocrate et de Galien. Sa traduction du Canon d'Avicenne, la première en Occident, aura une portée considérable. 
Gérard fut également le maître du philosophe anglais Daniel de Morley, qui nous a transmis sa méthode. Tandis que son assistant mozarabe traduisait le texte oralement en castillan ancien, Gérard l'écoutait et transcrivait le texte en latin. Dans le cas de l’Almageste, celui-ci fut d'abord traduit de sa langue d'origine, le grec ancien, en syriaque puis en arabe, puis en latin par le détour oral du castillan. Cette longue chaîne de transmission était cependant la source de nombreuses erreurs. 
Il meurt en 1187, probablement à Tolède. Il fut enterré dans l'église Sainte-Lucie de Crémone, à laquelle il légua ses manuscrits.

## Traductions

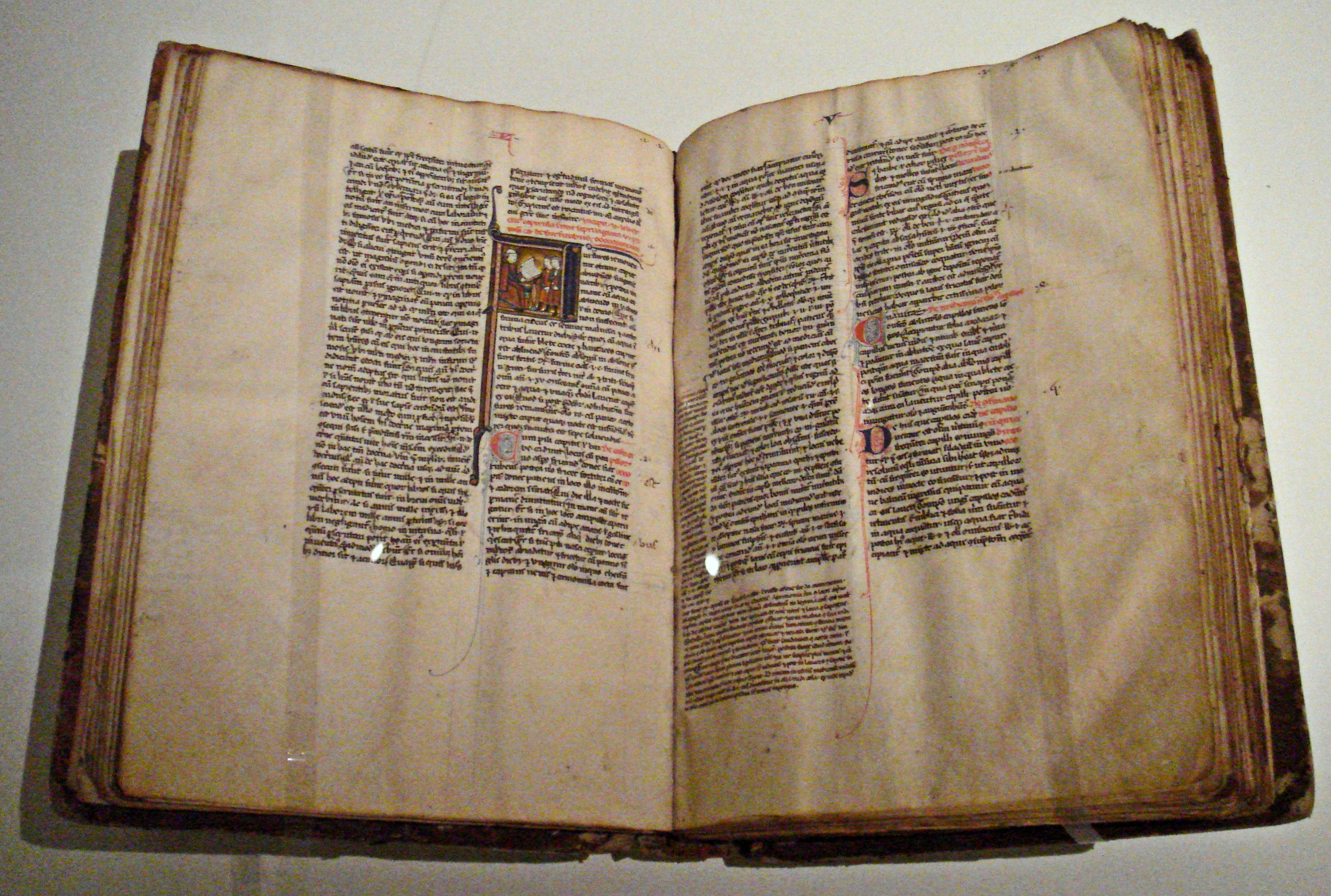
Traité de médecine de Rhazès traduit par Gérard de Crémone, XIII. Musée de Cluny, Paris.

Gérard de Crémone a traduit soixante et onze ouvrages scientifiques de l'arabe vers le latin :
- de Claude Ptolémée : l’Almageste
- d'Apollonius : les Coniques
- d'Aristote : Seconds Analytiques, Météorologiques (3 premiers livres), Physique, Traité du ciel, De la génération et de la corruption
- du Pseudo-Aristote : le Livre des Causes, De proprietatibus elementatum, De lapidibus
- d'Avicenne : le Canon
- d'Aboulcassis : le livre sur la chirurgie du Kitab al-Tasrif (1497[8])
- de Geber (Jâbir ibn Hayyân), Liber divinitatis de LXX
- d'Al-Kindi : Des degrés
- de Thabit ibn Qurra : Liber de motu
- de Rhazès : De aluminibus et salis
- d'Al-Khwârizmî : Abrégé du calcul par la restauration et la comparaison
- d'Abou Ma'shar : La Grande Introduction à l'astronomie
- d'Hippocrate : Régime des maladies aiguës
- en alchimie : Lumen luminum, De aluminibus et salis, Septuaginta.

Sa technique est très littérale : il calque les termes scientifiques ou les conserve tels quels.
Gérard de Crémone fut probablement le traducteur le plus prolifique de son siècle. Il résuma sa méthode ainsi : « Il est nécessaire que l’interprète, outre un excellent niveau dans la connaissance de la langue de laquelle il traduit et de la langue dans laquelle il traduit, ait acquis la maîtrise du savoir qu’il transmet ».
Certaines de ses traductions sont aussi attribuées à Dominique Gundissalvi ou à Jean de Séville.

### Œuvres
- Géomancie astronomique, éditions des Cahiers astrologiques, Nice, 1946
- Theoria planetarum Gerardi (avant 1236 ? ou vers 1260-1280n si Gérard de Crémone n'en est pas l'auteur), édi. par F. J. Carmody, Berkeley, 1942. Trad. an. O. Pedersen, in E. grant, A Source Book in Medieval Science, Cambridge (Lass.), 1974, p. 451-465 ; et in Graziella Federici et F. Barocelli (édi.), Filosofia, scienzia e astrologia..., Padoue, 1992. Authentique selon Graziella Federici Vescovini (1998).
- traduction des Seconds analytiques d'Aristote, collection Aristoteles latinus, Bruges et Paris, 1968.

### Études
- Henri Hugonnard-Roche, Les œuvres de logique traduites par Gérard de Crémone, dans Pierluigi Pizzamiglio (sous la direction de), Gerardo da Cremona, Crémone, 1992
- Danielle Jacquart, « L'école des traducteurs », in L. Cardaillac (dir.), Tolède XIIe – XIIIe siècle. Musulmans, chrétiens et juifs, Paris, Autrement, 1991, p. 177-191.
- (en) R. Lemay, « Gerard of Cremona », in C. C. Gillispie (dir.), Dictionary of Scientific Biography, New York, vol. XV, suppl. 1, p. 173-192.